# Niccolò Matarelli
Niccolò Matarelli (Mòdena, ca.1240 - Pàdua, ca.1314) va ser un jurista, professor i polític italià.
Fill Gian Buono Boconi, conegut com a Matarellus, comença a formar-se en estudis legals, i consta amb el títol de doctor el 1270. Es va casar amb Albertina Montevallaro, noble del plebeu de Trebbio, amb qui va tenir tres fills (Francesco, també jurista, Gian Buono, decretista i Manfredino) i dues filles (Bartolomea i Richelda). El 1280 fou comptabilitzat entre els sapients del municipi de Mòdena, en representació del qual realitzà activitats educatives, que li van merèixer forces lloances. El novembre de 1281 va ocupar el càrrec de consultor del municipi de Foligno. Tot seguit va ser professor a Cremona i més tard va ser cridat a ensenyar a l'Estudi de Pàdua.
El 1306 apareix a Mòdena, junt amb el seu germà Alessandro, entre els quatre-cents regidors de la ciutat i com a defensor del Popolo (Muratori) després de l'establiment d'un govern popular nascut per contrarestar els objectius expansionistes de l'Est. La seva importància a la vida pública de la ciutat és acreditada pel fet que els modenesos es van veure obligats a dirigir a una petició per legitimar la seva absència de la cadira de Pàdua, que va tornar a ocupar des del 1308 fins al 1310. En tots els documents que testimonien la seva presència a Pàdua el seu nom està associat al de Riccardo Malombra, amb qui disputà al voltant de la successió de Carles II d'Anjou.
El lloc de la sea mort, al voltant de 1310, és incert, encara que segons el jurista del segle xvi Bernardino Scodobio, va morir a Mòdena, on va ser enterrat a l'església de S. Domenico.